# Corallium imperiale
Corallium imperiale är en korallart som beskrevs av Bayer. Corallium imperiale ingår i släktet Corallium och familjen Coralliidae. Inga underarter finns listade i Catalogue of Life.